# Latvijas PSR čempionāts futbolā 1980
L'edizione 1980 del massimo campionato di calcio lettone fu la 36ª come competizione della Repubblica Socialista Sovietica Lettone; il titolo fu vinto dal Ķīmiķis, giunto al suo secondo titolo.

## Formato
Il campionato era formato da sedici squadre che si incontrarono in gare di andata e ritorno per un totale di 30 turni; erano assegnati due punti alla vittoria, un punto al pareggio e zero per la sconfitta.

## Classifica finale
|                        | Pos. | Squadra               | Pt | G  | V  | N  | P  | GF | GS | DR  |
| ---------------------- | ---- | --------------------- | -- | -- | -- | -- | -- | -- | -- | --- |
| RSS Lettone (bandiera) | 1.   | Ķīmiķis               | 49 | 30 | 21 | 7  | 2  | 67 | 20 | +47 |
|                        | 2.   | Progress Rīga         | 46 | 30 | 21 | 4  | 5  | 77 | 28 | +49 |
|                        | 3.   | Elektrons Rīga        | 43 | 30 | 16 | 11 | 3  | 45 | 20 | +25 |
|                        | 4.   | VEF Riga              | 39 | 30 | 15 | 9  | 6  | 50 | 24 | +26 |
|                        | 5.   | Celtnieks Rīga        | 34 | 30 | 14 | 6  | 10 | 54 | 29 | +25 |
|                        | 6.   | Enerģija Rīga         | 33 | 30 | 11 | 11 | 8  | 38 | 35 | +3  |
|                        | 7.   | Automobīlists Jelgava | 29 | 30 | 9  | 11 | 10 | 40 | 38 | +2  |
|                        | 8.   | Jūrnieks              | 28 | 30 | 9  | 10 | 11 | 38 | 37 | +1  |
|                        | 9.   | Torpedo Riga          | 27 | 30 | 8  | 11 | 11 | 28 | 35 | -7  |
|                        | 10.  | Sarkanais Metalurgs   | 26 | 30 | 9  | 9  | 12 | 35 | 48 | -13 |
|                        | 11.  | RPI Rīga              | 25 | 30 | 11 | 3  | 16 | 29 | 38 | -9  |
|                        | 12.  | Gauja Valmiera        | 25 | 30 | 9  | 7  | 14 | 35 | 60 | -25 |
|                        | 13.  | Radiotehnikis Rīga    | 24 | 30 | 7  | 10 | 13 | 34 | 48 | -14 |
|                        | 14.  | Venta                 | 23 | 30 | 8  | 7  | 15 | 33 | 50 | -17 |
|                        | 15.  | PFR Rīga              | 18 | 30 | 5  | 8  | 17 | 24 | 51 | -27 |
|                        | 16.  | Starts                | 10 | 30 | 3  | 4  | 23 | 19 | 85 | -66 |